# زلزال لومبوك 2019
زلزال لومبوك في 17 مارس 2019م ضرب زلزال بلغت قوته 5.6 ميغاواط جزيرة لومبوك في غرب نوسا تينجارا بإندونيسيا. تسبب الزلزال في انهيار أرضي، مما أسفر عن مقتل ثلاثة أشخاص وإصابة أكثر من مئة.

## زلزال
يقع مركز الزلزال في شرق لومبوك ريجنسي، وبلغ قوته وعمقه 5.6 ميغاواط و 10 كيلومترات (6.2 ميل) على التوالي وفقًا للماسح الجيولوجي الأمريكي، في حين أن هيئة الأرصاد الجوية الإندونيسية وعلم المناخ والوكالة الجيوفيزيائية أبلغ أن قوته 5.4 ميغاواط وبعمق 11 كيلومترا (6.8 ميل). نسبت وكالة علم المناخ والوكالة الجيوفيزيائية الزلزال إلى خطأ محلي في محيط جبل رينجاني. تم تسجيل هزات ارتدادية تتجاوز قوتها 5.0 ميغاواط.

## إصابات
تسبب الزلزال في انهيار أرضي أصاب مجموعة من السياح الماليزيين حين كانوا في زيارة شلال في لومبوك الشرقية، مما أسفر عن مقتل اثنين منهم. بالإضافة إلى ذلك قُتل صبي يبلغ من العمر 14 عامًا من المنطقة المحلية أيضًا جراء الانهيار الأرضي. سجل المجلس الوطني الإندونيسي لإدارة الكوارث 182 إصابة من سكان ولايتي شرق وشمال لومبوك، بالإضافة إلى 26 سائحًا ماليزيًا.

## أضرر
وفقًا للوزير الاجتماعي الإندونيسي أغوس جوميوانج كارتاساسميتا، فقد تضرر أكثر من 4.000 منزل في شرق لومبوك ريجنسي وحدها. من ناحية أخرى أبلغت المجلس الوطني الإندونيسي لإدارة الكوارث عن عدد أقل من 525 منزل متضرر (مع 2.108 من السكان المتضررين).